# Новогрудек-Поморський (гміна)
Гміна Новогрудек-Поморський (пол. Gmina Nowogródek Pomorski) — сільська гміна у північно-західній Польщі. Належить до Мисліборського повіту Західнопоморського воєводства.
Станом на 31 грудня 2011 у гміні проживало 3423 особи.

## Територія
Згідно з даними за 2007 рік площа гміни становила 146.15 км², у тому числі:
- орні землі: 45.00%
- ліси: 45.00%

Таким чином, площа гміни становить 12.32% площі повіту.

## Населення
Станом на 31 грудня 2011:
| Опис     | Загалом | Загалом | Чоловіки | Чоловіки | Жінки | Жінки |
| -------- | ------- | ------- | -------- | -------- | ----- | ----- |
| одиниця  | осіб    | %       | осіб     | %        | осіб  | %     |
| все      | 3423    | 100     | 1742     | 50.89    | 1681  | 49.11 |
| міське   | 0       | 100     | 0        |          | 0     |       |
| сільське | 3423    | 100     | 1742     | 50.89    | 1681  | 49.11 |

## Сусідні гміни
Гміна Новогрудек-Поморський межує з такими гмінами: Барлінек, Клодава, Любішин, Мислібуж.